# Heteronotia
Genre
Synonymes
- Heteronota Gray, 1845

Heteronotia est un genre de geckos de la famille des Gekkonidae.

## Répartition
Les cinq espèces de ce genre sont endémiques d'Australie.

## Description
Ce sont des geckos nocturnes et arboricoles, ils apprécient les climats plutôt secs.
Le mode de reproduction est la parthénogenèse, les femelles se reproduisent sans fécondation .

## Liste des espèces
Selon The Reptile Database (27 décembre 2015) :
- Heteronotia atra Pepper, Doughty, Fujita, Moritz & Keogh, 2013
- Heteronotia binoei (Gray, 1845)
- Heteronotia fasciolata Pepper, Doughty, Fujita, Moritz & Keogh, 2013
- Heteronotia planiceps Storr, 1989
- Heteronotia spelea (Kluge, 1963)

## Taxinomie
Heteronotia est un nom de remplacement pour Heteronota Gray, 1845 préoccupé par Heteronota Germar, 1835.

## Publications originales
- Wermuth, 1965 : Liste der rezenten Amphibien und Reptilien, Gekkonidae, Pygopodidae, Xantusiidae. Das Tierreich, vol. 80, p. 1-246.
- Gray, 1845 : Catalogue of the specimens of lizards in the collection of the British Museum, p. 1-289 (texte intégral).